# Національна Рада Монако
Національна Рада Монако — однопалатний парламент Князівства Монако. Він складається з 24 депутатів, які обираються на основі загального виборчого права громадянами Монако і його обов'язками є обговорення і прийняття законів, запропонованих урядом, голосування за національний бюджет та ратифікація міжнародних договорів. Термін повноважень складає п'ять років, хоча Князь може розпустити його будь-коли і тоді нові вибори відбудуться протягом трьох місяців.
Рада збирається як мінімум двічі на рік щоб затвердити бюджет і розглянути закони запропоновані урядом. Після того, як Рада прийняла закон, він має бути направлений до Князя протягом восьмидесяти днів для підпису. Після підпису Князя закон вступає в юридичну силу. Князь може відхилити закон протягом десяти днів від його отримання.
Законопроєкти подаються Князем за пропозицією Державної Ради. Члени Національної Ради не мають право законодавчої ініціативи.
Виборче право має той, хто принаймні 5 років є громадянином Монако, та його вік не менше 25 років. Члени муніципальних рад також можуть бути обрані до Національної Ради. 16 депутатів обираються за мажоритарною та 8 за пропорційною системою.

## Історія
Національна Рада була запроваджена конституцією 1911 року. Тоді вона складалася з 12 депутатів, які обирались громадянами, але в них були обмежені повноваження.
Тільки після прийняття в 1962 році нової конституції Національна Рада стає єдиним законодавчим органом. На неї лягає відповідальність за затвердження законів, ратифікацію договорів, затвердження бюджету та встановлення податків.
Конституційна реформа 2002 збільшила кількість депутатів до 24 та збільшила повноваження парламенту.
В 2012 Національна Рада переїхала до нової будівлі, збудованої монакським архітектором Жаном-Мішелем Угом, на площі Візітасьйон.

## Чинний склад
Горизонт Монако:
1. Жак Ріт
2. Крістоф Штайнер
3. Лоран Навйон
4. Марк Буріні
5. Крістоф Робіні
6. Тьєрі Поєт
7. Каролін Ругеньон-Вернен
8. П'єр Свара
9. Філіп Клеріссі
10. Тьєрі Кроветто
11. Жан-Шарль Аллавена
12. Наталі Аморатті-Бланк
13. Валері Россі
14. Софі Лавана
15. Беатріс Фреско-Рольфо
16. Клод Буассон
17. Жан Мішель Куччі
18. Крістіан Баріларо
19. Даніель Боері
20. Ален Фічіні

Союз за Монако:
1. Жан-Луї Грінда
2. Жан-Франсуа Робільйон
3. Бернар Паск'є

Ренесанс:
1. Ерік Елена[3]

## Список спікерів
- Ежен Марке (1911–1914, 1918–1928, 1930)
- Жан Марсан (1929)
- Анрі Сеттімо (1933–1944)
- Шарль Беландо (1944–1950)
- Луї Аурелья (1950–1954, 1955–1958)
- Жозеф Сімон (1954–1955, 1958–1959, 1962–1968)
- Огюст Медсен (1968–1978)
- Жан-Шарль Рей (1978–1993)
- Жан-Луї Камбора (1993–2003)
- Стефан Валері (2003–2010)
- Жан-Француа Робільйон (2010–2013)
- Лоран Нувйон (з 2013)

## Комісії
Національна рада має такі комісії:
- Фінансів та національної економіки
- Соціальних інтересів
- Законодавства
- Зовнішніх зв'язків
- Освіти та молоді
- Прав жінок та родини
- Культури і спадщини
- Навколишнього середовища та житлового середовища
- Спеціальна комісія змін в закон про вибори і закон про організацію і функціонування Національної Ради